# Thunmakrele
Die Thunmakrele (Scomber colias), auch Mittelmeer- oder Blasenmakrele, ist eine Art der Makrelen, die im Atlantik und seinen Nebenmeeren vorkommt.
Früher wurde sie in die Gattung Pneumatophorus gestellt, die heute nicht mehr gebräuchlich ist (die so bezeichneten Arten werden heute in die Gattung Scomber gestellt). Zudem wurde sie oft als Unterart der Japanischen Makrele als Pneumatophorus japonicus colias aufgeführt. Dadurch entstanden verschiedene Synonyme wie Pneumatophorus colias, Pneumatophorus japonicus colias und Scomber japonicus colias.

## Merkmale
Die Thunmakrele ist insgesamt kleiner als die gewöhnliche Makrele, meist überschreitet sie eine Länge von 35 Zentimetern nicht. Die Augen sind größer als die von Scomber scombrus, das Gleiche gilt für die Brustschuppen. Kennzeichnend ist die Körperzeichnung. Während der metallblaue Rücken bis deutlich unter die Seitenlinie mit dunklen Wellenlienien gezeichnet ist, sind die hellen Flanken und der Bauch mit unregelmäßig geformten, graublauen Flecken bedeckt. Der Körper ist torpedoförmig und schlank. Die erste Rückenflosse besteht aus 8 Hartstrahlen. Die zweite Rückenflosse und die Afterflosse sind konkav, die Ansätze beider liegen etwa übereinander. Die Schwanzflosse ist tief gespalten und homocerk. Oben und unten zwischen Schwanzflosse  und After- bzw. zweiter Rückenflosse liegen jeweils 5 Flössel. Die Bauchflossen sind brustständig. Die Brustflossen, welche weit oben hinter den Kiemendeckeln liegen, laufen spitz zu. Im endständigen Maul liegen viele kleine Zähne. Außerdem besitzt sie eine Schwimmblase. Vor den Augen befinden sich sogenannte Fettlider.

## Verbreitung, Lebensraum und Biologie
Die Thunmakrele bewohnt die gemäßigten, tropischen und subtropischen Küsten beiderseits des Atlantiks. Im Osten kommt sie vom Golf von Biskaya bis zum Kap der guten Hoffnung vor, im Westen von der Ostküste der Vereinigten Staaten bis zur Mündung des Río de la Plata. Außerdem findet sie sich in der Karibik und im Mittelmeer sowie vor vielen Inseln im Atlantik. Gelegentlich ist sie auch im Brackwasser anzutreffen. Sie ist ein pelagischer Schwarmfisch. Zu ihrem Nahrungsspektrum gehören diverse planktonische Lebewesen, wie etwa Ruderfußkrebse.

## Bedeutung
Die Thunmakrele ist wirtschaftlich nicht so bedeutend wie Scomber scombrus. Im Mittelmeerraum wird sie oft in ähnlichen Mengen wie die Makrele angeboten, auf Madeira gehört sie zu den kommerziell wichtigsten Fischen.